# Sérail de Baabda
Pour les articles homonymes, voir Palais présidentiel de Baabda.
Le Sérail de Baabda (arabe : سراي بعبدا), est l'un des monuments historiques les plus importants et des bâtiments officiels les plus anciens du Liban. Il se situe dans la ville de Baabda, et a joué un rôle clé dans l'histoire du Liban entre 1860 et 1916, pendant la période du moutasarrifat du Mont-Liban.
Construit en pierre de sable, le palais présente une architecture de type château, avec quatre tours aux coins, et une surface de 7 852 mètres carrés répartis sur deux étages entourés d'un jardin intérieur.
Aujourd’hui, le Sérail abrite le siège du Gouvernorat du Mont-Liban, ainsi que plusieurs bureaux administratifs. Au rez-de-chaussée se trouvent la base de la gendarmerie et le Bureau de la Police Judiciaire. Les bureaux du Mont-Liban, le Bureau du Chef du Mont-Liban, le Département de la Santé, la Sécurité Publique et le Bureau de l'« Agence Nationale des Nouvelles » (NNA) s'y trouvent également.
Il a besoin d’une vaste  restauration selon les normes architecturales. Il est classé monument historique depuis 2008.

## Histoire
Le palais fut construit à plusieurs étapes, commencées en 1775 par le prince Haidar Chehab, après que la famille Chehab prit le pouvoir à Baabda par alliance matrimoniale. Après sa mort en 1851, son fils, le prince Melhem Chehab, poursuivit la construction du palais, qui resta la propriété des princes Chehab jusqu'en 1883.
Pendant la période du moutasarrifat, le premier moutasarrif, Dawoud Pacha (1861-1868), utilisa le palais du prince Asaad Chehab, situé à Spineh (près de Baabda), comme siège administratif. Après 1868, le général Franco Pacha loua le palais du prince Haidar et en fit le centre de son administration.

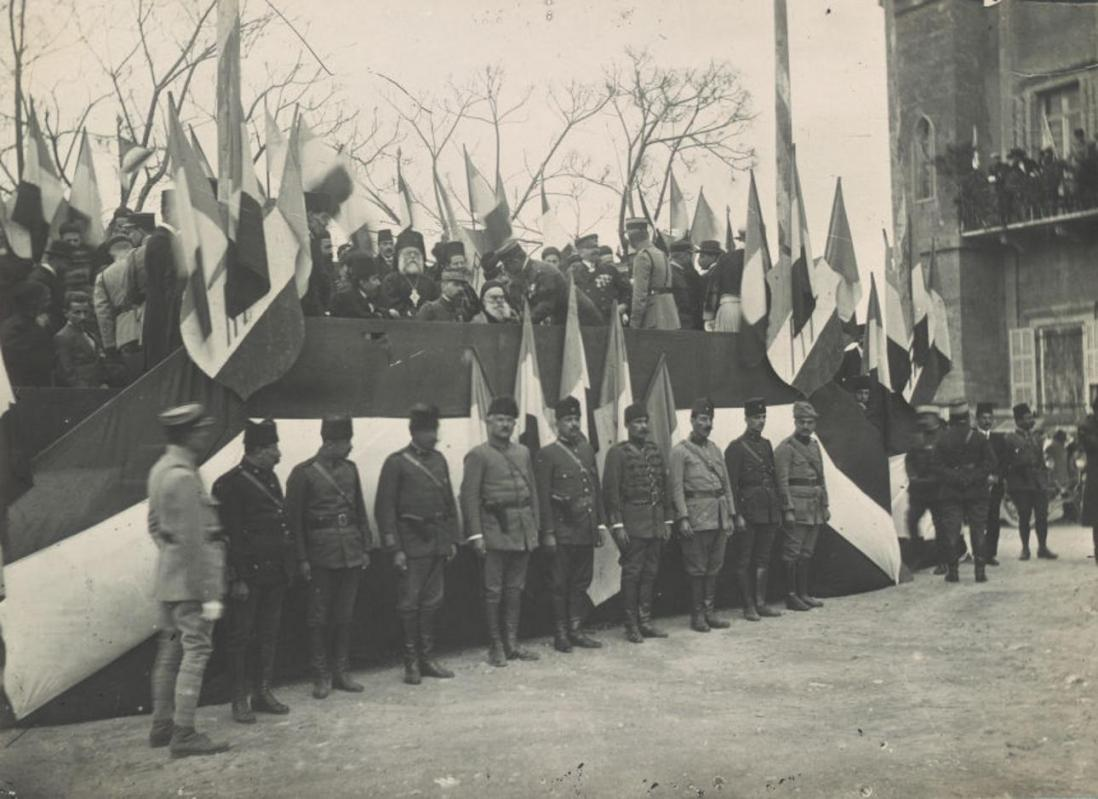
Vue de la tribune officielle lors de la visite du général Gouraud (à ses côtés Mgr Hoyek, patriarche maronite) au Sérail de Baabda.

Sous le mandat de Rustom Pacha en 1872, les choses se compliquèrent. Ce moutasarrif, connu pour sa haine du clergé, réussit, avec l'aide du consul de France à Beyrouth, M. Tricot, à exiler l'évêque Pierre Boustani à Jérusalem. Les habitants du Liban, notamment ceux de Baabda, se soulevèrent et signèrent une pétition de protestation. Rustom Pacha, furieux, déplaça le siège de la mutasarrifiya au palais des princes Chéhab dans le quartier de Haret El-Battem à l'Hayy, ce qui eut des répercussions négatives sur la situation économique, sociale et de vie à Baabda. Ce transfert provoqua la colère des habitants de Baabda, qui avaient bénéficié de la prospérité sous la direction des princes Chehab, et ils formèrent une commission pour racheter le palais.
Lors de l'arrivée du nouveau mutasarrif, Vaso Pacha, en 1882, et afin de préserver cet héritage, environ 250 familles de Baabda achetèrent le palais de l'émir Haïdar Chéhab des héritiers pour une somme importante (1 000 livres ottomanes en or à l'époque). Après qu’une commission de douze personnes ait été formée, devançant d’une trentaine d’années les pays occidentaux en matière de fiscalité, il est décidé de mettre en place un impôt progressif sur le revenu dans la perspective de rembourser la somme empruntée. Innovant et équitable. «Chaque homme entre 20 et 60 ans, inscrit sur les registres de Baabda, devait payer tant de piastres en fonction de ses revenus et cet engagement oral fut respecté par tous», précise la brochure de la municipalité de Baabda.
Les habitants formèrent un comité représentant différentes familles et obtinrent une promesse de vente des héritiers Chéhab, en attendant de réunir la somme nécessaire. Ils reçurent un engagement de l'homme d'affaires beyrouthin, Selim Elias Helou, pour prêter la somme, à rembourser avec intérêts sur vingt ans. Youssef Beck Saab réalisa l'accord et contacta le moutasarrif Vaso Pacha pour le convaincre de faire du palais Chéhab le siège officiel de la moutasarrifiya, ce qu'il obtint après avoir sollicité le Conseil d'administration du Liban, qui accepta la proposition. Le palais fut ainsi offert au nouveau moutasarrif, qui le transforma en Séraï gouvernementale, le siège officiel de la moutasarrifiya du Mont-Liban.
Depuis cette époque, le Palais de Baabda a joué un rôle central dans l'administration du Mont-Liban, puis du Liban après l'indépendance en 1943. Ce fut le siège administratif de la région jusqu'à la fin du mandat français en 1943, avant de devenir le centre administratif du gouvernorat du Mont-Liban.
Ce Sérail a accueilli les premiers Conseils d’administration du Liban, indépendant depuis 1920, supervisé les élections législatives du gouvernorat, dont certaines furent très houleuses, (1947). En 1982, lors de l’invasion israélienne du Liban, connue sous le nom d'"Opération paix en Galilée", Ariel Sharon y a fait une brève apparition et les blindés israéliens sont restés dans sa cour extérieure durant 48 heures.
Une des documents conservés aujourd'hui par M. Fares Mallat contient 250 signatures et indique: "Nous, soussignés, avons confié à Anton Effendi de notre village de Baabda l'achat du Séraï connu sous le nom de propriété des héritiers de feu l'émir Melhem Chéhab situé dans le village et libéré du prix qu'il jugera, que ce soit en paiement immédiat ou différé, et que nous rembourserons. Nous, les signataires, souhaitons finaliser l'achat et offrons le Séraï comme un don sans contrepartie au gouvernement de la mutasarrifiya du Mont-Liban, en lui confiant la pleine gestion et autorité de cet acte."
Aujourd'hui, le palais est un lieu symbolique et a été envisagé pour un usage culturel, notamment en tant que musée. La rénovation du palais et la recherche de financements pour ce projet ont fait l'objet de discussions approfondies depuis 2007. Les autorités locales et les associations culturelles ont mis en place des projets pour le restaurer et en faire un centre culturel qui pourrait abriter des expositions artistiques, des événements musicaux et des spectacles.
Grâce aux efforts soutenus de l'ALDL (Association libanaise pour le développement local), le sérail historique de Baabda a été inscrit le 30 mars 2008, par le décret n° 18, sur la liste des monuments protégés,.
L’ambassade turque au Liban a exprimé son intérêt pour le palais, notamment en raison de son architecture ottomane,. Elle a affirmé qu’il existe une réelle intention de restaurer le bâtiment, bien qu’aucun projet spécifique n’ait encore été établi, et que des discussions seront entamées avec le Conseil du Développement et de la Reconstruction pour définir une approche adaptée.

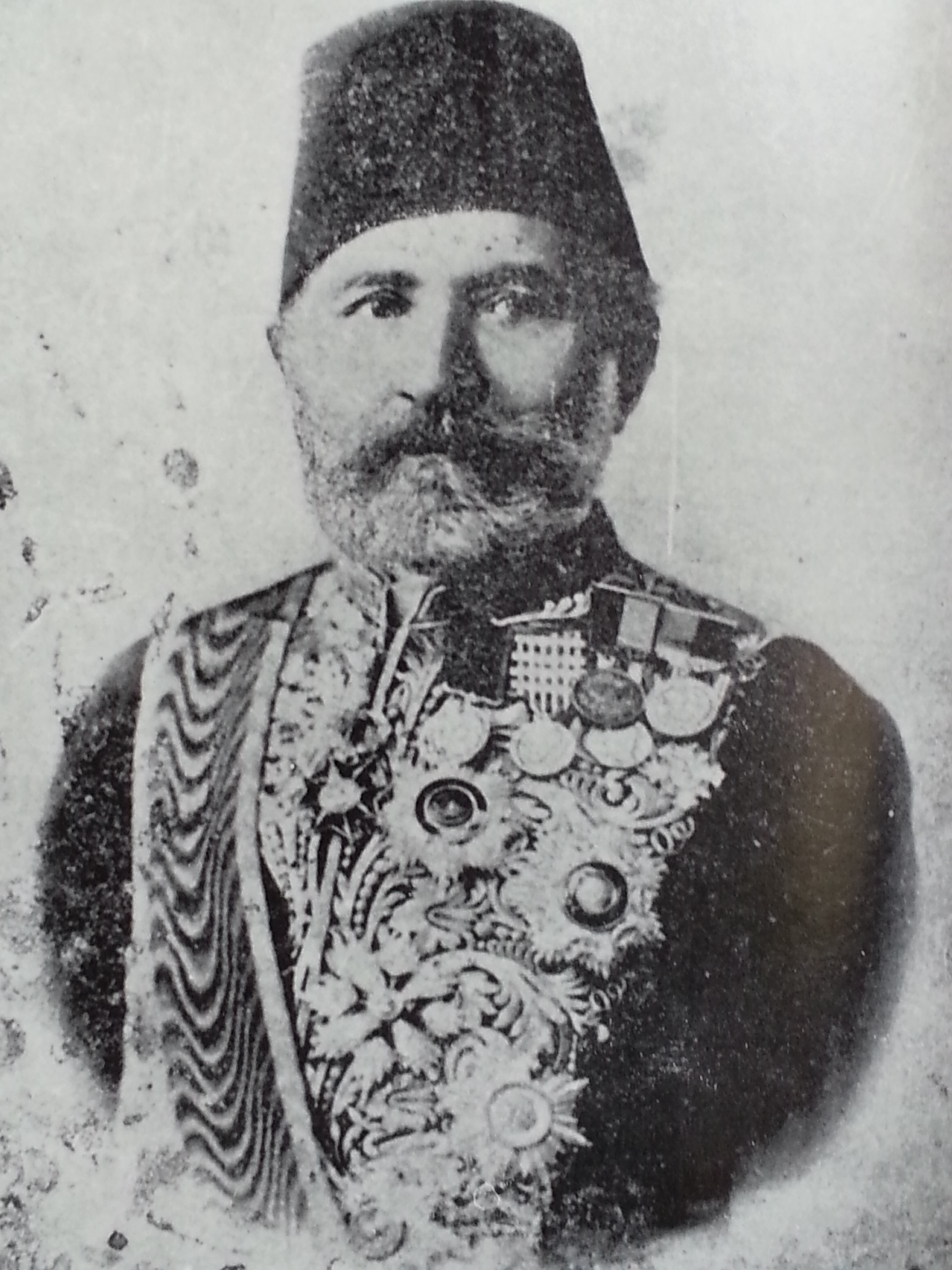
Vaso Pasha, Quatrième Moutasarrif du Mont-Liban (1883-1892)

## Caractéristiques
Le Sérrail a été construit en pierre de sable, typique des bâtiments anciens, avec des tours aux quatre coins, lui donnant un aspect de château. Le bâtiment couvre une superficie de 7 852 mètres carrés répartis sur deux étages, entourés d'un jardin intérieur, et se trouve dans la ville de Baabda, qui a joué un rôle important dans l'histoire du Liban entre 1860 et 1916, durant la période de la moutasarrifiya du Mont-Liban.
Il repose sur la plus haute colline de Baabda, formant une œuvre architecturale ottomane peinte par le pinceau des architectes et bâtisseurs les plus habiles depuis le XVIIIe siècle, en particulier sous le mandat de la moutasarrifat (1860-1918). Bien que ses murs aient été déchirés par les éclats des bombes et que les missiles aient laissé des cicatrices sur ses pierres de sable, il s'agit aujourd'hui d'un des bâtiments officiels les plus importants du Liban, mais aussi l'un des plus négligés et délaissés.
Jusqu'en 1998, il n'était même pas mentionné dans la liste du registre historique, demeurant un monument oublié, sans documents officiels pour prouver sa légitimité. Cela, malgré le fait qu'il ait été un centre administratif pour le Gouvernorat du Mont-Liban et un lieu où plusieurs administrations de l'État étaient réparties.

### Travaux de restauration
Le bâtiment a subi de nombreuses transformations architecturales au cours des décennies. Dans les années 1990, une restauration a été entreprise, bien que certaines interventions aient été critiquées pour leur manque de rigueur, en particulier dans le remplacement de certains éléments architecturaux. Le palais a été inscrit sur la liste du patrimoine historique en 2008, ce qui a permis sa préservation.
Un projet de restauration a été initié par la "Lebanese Association for Local Development" présidée par la docteure Marie-Claude Hélou Saadé, et soutenu par les familles de Baabda. Récemment, l'association a invité l'ambassadeur turc au Liban pour examiner l'état du palais et voir comment la Turquie pourrait contribuer à revitaliser cet héritage ottoman, qui fut offert en 1887 par les habitants de Baabda à l'administration ottomane en tant que don.
Le Conseil du Développement et de la Reconstruction a expliqué que, selon la décision du Conseil des ministres n° 19/2009, il est chargé de sécuriser les financements pour la restauration du Palais de Baabda. Un groupe de travail a visité le bâtiment pour évaluer son état, déterminer les problèmes à résoudre et discuter des solutions.
Concernant l'avenir du palais, le gouverneur a exprimé le souhait de restaurer le bâtiment à son état d'origine avant les modifications, et de transférer les administrations dans un autre lieu lorsque cela sera possible, pour transformer le palais en musée et centre d'activités culturelles locales et internationales.
La question du financement et de la planification des travaux reste en suspens, avec des études de restauration à préparer, une évaluation du coût à faire, et des financements à garantir avant de commencer les travaux.
La municipalité de Baabda a proposé de transférer les administrations publiques du palais vers ses bâtiments, notamment la brigade de gendarmerie et les bureaux de santé et d'état civil. Le maire de Baabda, Henri Hélou, a souligné que le palais devrait devenir un site culturel et artistique, et que la municipalité est prête à organiser une collecte de fonds si nécessaire pour assurer la restauration du palais, un patrimoine précieux pour la communauté.